# Вебалайзер
Вебалайзер (англ. The Webalizer) — прикладна програма, поширювана під ліцензією GPL, на основі файлів реєстрації подій вебсервера, що генерує HTML-сторінки із статистикою про роботу вебсайту. Webalizer був створений Братфордом Л. Баретом у 1997 році. Статистичні дані, що генеруються Вебалайзером, включають кількість запитів, відвідин, сторінок, що посилаються, країни відвідувачів, кількість підвантажених даних та іншу інформацію.

## Розвиток
- Паралельні розробки
  - AWFFull (додані нові алгоритми та функціональність)[2]
  - Webalizer Xtended (покращення та виправлення помилок)[3]
  - Webalizer Teria[4]
  - Stone Steps Webalizer (командний рядок, динамічно-конфігуровані мови, додаткові формати протоколів та звіти)[5]